# Tavernola Bergamasca

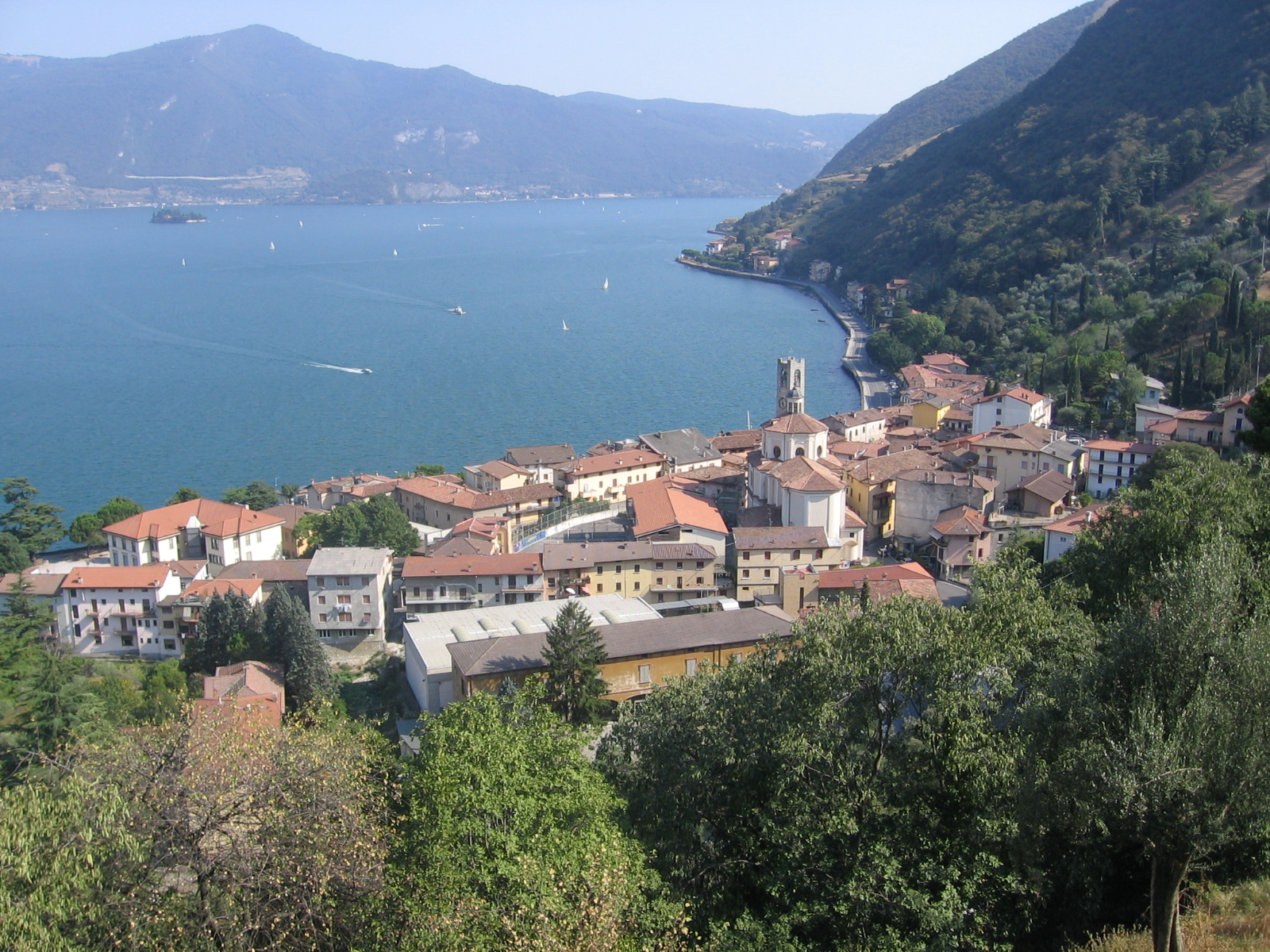
Blick auf den Ort und den Iseo-See

Tavernola Bergamasca ist eine norditalienische Gemeinde (comune) mit 1935 Einwohnern (Stand 31. Dezember 2023) in der Provinz Bergamo in der Lombardei.  Die Ortschaft liegt am westlichen Ufer des Lago d’Iseo. Die Gemeinde grenzt an die Provinz Brescia.
Tavernola Bergamasca liegt etwa 38 Kilometer östlich von Bergamo an der Strada Statale 469.